# Chökyi Gyaltsen (Ganden tripa)
Chökyi Gyaltsen  (1402-1473) was een Tibetaans geestelijke. Hij was de eerste tulku als Tatsag rinpoche.
Hij was de zesde Ganden tripa van 1463 tot 1473 en daarmee de hoofdabt van het klooster Ganden en hoogste geestelijke van de gelugtraditie in het Tibetaans boeddhisme.
Baso Chökyi Gyaltsen werd geboren in 1402 in Lato, hij was de jongere broer van Chedrub Geleg Pelzang ( 1385-1438), een volgeling van Tsongkhapa. Hij kreeg op jonge leeftijd de monnikswijding en kwam daarna samen met zijn broer onder toezicht van Yongdzin Chedrub.
Hij studeerde ook bij Jampel Gyatso (1356-1428), die hem inwijdde in Guhyasamāja, Cakrasaṃvara, Vajrabhairava, en die de leer van Ganden Mahāmudrā aan hem doorgaf.
Hij reisde naar Tsang waar hij het klooster Baso Lhundrub Dechen stichtte of overnam, zodat hij de aanduiding Baso Choje verwierf. In de nabijheid stichtte hij het hermitage Wenne Dechen Puk, waar hij veel volgelingen onderwees.
Hij was van plan om te vertrekken naar een nog meer geïsoleerd gebied en bereidde zich voor om naar Kashmir te gaan, toen hij opdracht kreeg om abt te worden van het Gandenklooster. Volgens hagiografieën was het Tsongkhapa die hem in een droom verscheen en hem die taak gaf, hoewel het in feite de vorige troonhouder van Ganden, Lodrö Chökyong, was die op dat moment in Shigatse in het Tashilhunpoklooster verbleef. 
Chökyi Gyaltsen werd Ganden tripa in 1463 en bleef dat tot zijn dood in 1473. Hij zorgde er onder andere voor dat de belangrijkste kapel van Ganden werd verbouwd tot een grote tempel, en dat er een vergulde afbeelding van Mañjuśrī, bekend als Sanggye Sengge Ngaro, achter de gouden troon werd aangebracht.
In de 16e eeuw werd een reïncarnatie van Baso Chökyi Gyaltsen herkend in de persoon van Lhawang Chökyi Gyaltsen (1537-1603). Laatstgenoemde werd na zijn overlijden weer herkend in Ngawang Chökyi Wangchuk (1606-1652), die de titel van 5e Tatsag rinpoche kreeg. Baso Chökyi Gyaltsen werd daarna beschouwd als de eerste Tatsag rinpoche.